# Château de Parigny
Le château de Parigny est une demeure qui se dresse sur le territoire de l'ancienne commune française de Parigny, dans le département de la Manche, en région Normandie.
Le château est partiellement inscrit aux monuments historiques.

## Localisation
Le château est situé à 200 m au sud de l'église Notre-Dame de Parigny, commune déléguée de la commune nouvelle de Grandparigny, dans le département français de la Manche.

## Historique
Gilles de Saint-Germain, seigneur de Parigny, est tué en 1602 sur le perron de son château par ses cousins huguenots, les Saint-Germain de La Bazoge au plus fort des guerres de Religion.
Jean-François-Toussaint de Lorgeril (1751-1825), seigneur de Parigny sera fait contre-amiral après la guerre d'indépendance américaine. Ayant échappé à la guillotine lors de la Révolution à la suite de son évasion, il sera conseiller général en 1812 et député de la Manche en 1815. Son fils, Édouard de Lorgeril (1800-1877) fera construire le château de Chèvreville. En 1790 le curé de Chèvreville refusa de prêter serment et se cacha au château des Lorgeril. Depuis 1952 le château est la possession de la famille Fauchon de Villeplée.

## Protection
Les façades et les toitures, l'escalier avec sa rampe à balustres en bois, ainsi que le salon et la salle de billard au rez-de-chaussée avec leur décor, et le colombier sont inscrits au titre des monuments historiques par arrêté du 26 avril 1976.